# Jung Seung-gi
 (août 2023).
Si vous disposez d'ouvrages ou d'articles de référence ou si vous connaissez des sites web de qualité traitant du thème abordé ici, merci de compléter l'article en donnant les références utiles à sa vérifiabilité et en les liant à la section « Notes et références ».
Dans ce nom coréen, le nom de famille, Jung, précède le nom personnel.
Jung Seung-gi, né le 27 mars 1999 à Paju, est un skeletoneur sud-coréen.

## Biographie

### Vie privée
Il porte le drapeau olympique dans le stade olympique lors de la cérémonie d'ouverture des Jeux olympiques d'hiver de 2018 à Pyeongchang, avec trois autres athlètes adolescents.
Jung Seung-gi fréquente la Catholic Kwandong University dès mars 2018.

## Palmarès

### Championnats monde
- : médaillé de bronze aux championnats du monde de 2023[1].

### Coupe du monde
- 8 podiums individuels : 1 victoire, 4 deuxièmes places et 3 troisièmes places.

#### Détails des victoires en Coupe du monde
| Édition   | Piste     | Total |
| 2023-2024 | La Plagne | 1     |